# Krvavá hostina
Krvavá hostina (v anglickém originále Feast) je americký filmový horor z roku 2005. Režisérem filmu je John Gulager. Hlavní role ve filmu ztvárnili Balthazar Getty, Navi Rawat, Henry Rollins, Judah Friedlander a Josh Zuckerman.

## Obsazení
| Balthazar Getty   | Bozo       |
| Navi Rawat        | Heroine    |
| Henry Rollins     | Coach      |
| Judah Friedlander | Beer Guy   |
| Josh Zuckerman    | Hot Wheels |
| Jenny Wade        | Honey Pie  |
| Duane Whitaker    | Boss Man   |
| Jason Mewes       | sebe       |
| Krista Allen      | Tuffy      |